# أبا (لاعب كرة قدم)
أبا (بالإسبانية: Javier Aparicio Gómez)‏ هو لاعب كرة قدم إسباني في مركز الدفاع، ولد في 8 مارس 2000 في بالنثيا في إسبانيا. لعب مع ريال بلد الوليد.

## وصلات خارجية
- أبا (لاعب كرة قدم) على موقع قاعدة بيانات كرة القدم.إي يو (الإنجليزية)
- أبا (لاعب كرة قدم) على موقع Soccerway.com (الإنجليزية)